# Universeum
Universeum – ogólnodostępne centrum poświęcone nauce znajdujące się w Göteborgu (Szwecja), które kosztem 364 milionów koron szwedzkich zostało otwarte w 2001 roku. W projekt zaangażowało się wiele instytucji, w tym Uniwersytet Techniczny Chalmersa i Uniwersytet w Göteborgu. 
Unieverseum wchodzi w skład Evenemangsstråket (arterii wydarzeń) zlokalizowanej przy Korsvägen, w pobliżu stadionu Ullevi, hali widowiskowej Scandinavium, parku rozrywki Liseberg, centrum wystawienniczego Svenska Mässan, Muzeum Kultury Światowej.

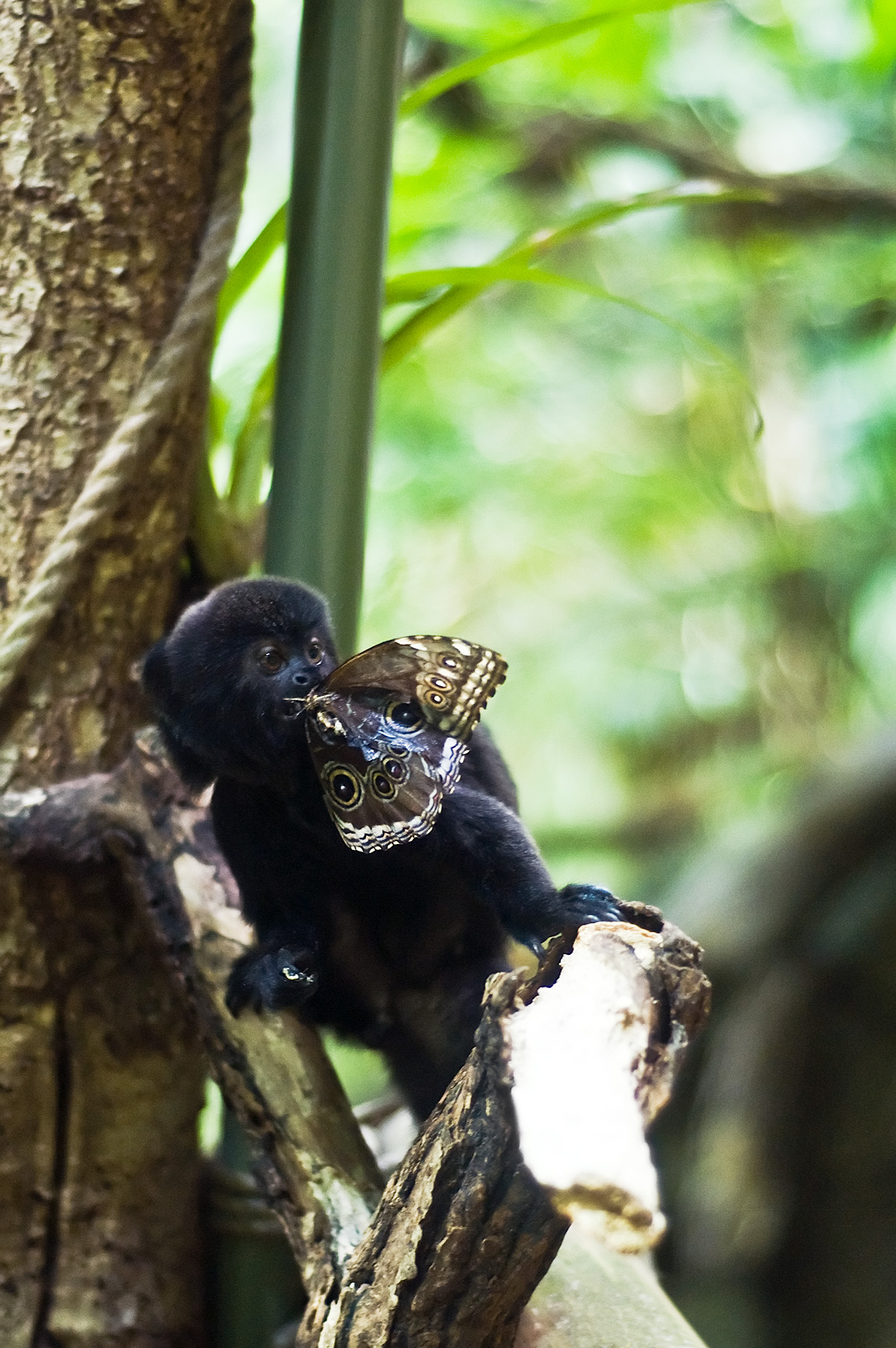
Miko czarny w Regnskogen

Universeum podzielone jest na sześć sekcji tematycznych:
- Akvariehallen – strefa oceanu: fauna i flora
- Dödliga Skönheter – zabójcze piękności, poświęcone jadowitym gadom
- Explora – poświęcone człowiekowi i technologii
- Kalejdo – odkrywanie mikrokosmosu i makrokosmosu
- Regnskogen – fauna lasów deszczowych
- Vattnets väg – wodne ścieżki, poświęcone szwedzkim zwierzętom